# Paederidus
Paederidus är ett släkte av skalbaggar som beskrevs av Étienne Mulsant och Claudius Rey 1877. Paederidus ingår i familjen kortvingar.
Släktet innehåller bara arten Paederidus ruficollis.